# Мужская сборная Сальвадора по баскетболу 3×3
Мужская сборная Сальвадора по баскетболу 3×3 представляет Сальвадор на международных соревнованиях по баскетболу 3×3. Управляющим органом является Федерация баскетбола Сальвадора (исп. Federación Salvadoreña de Baloncesto, FESABAL).
По состоянию на 13 сентября 2024, мужская сборная Сальвадора по баскетболу 3×3 занимает 88-е место в мировом рейтинге ФИБА мужских сборных по баскетболу 3×3.

## Результаты выступлений
| Турнир                           | Золото | Серебро | Бронза | Всего |
| -------------------------------- | ------ | ------- | ------ | ----- |
| Чемпионат мира по баскетболу 3×3 | —      | —       | —      | —     |
| Панамериканские игры             | —      | —       | —      | —     |
| Итого                            | —      | —       | —      | —     |

### Чемпионат мира по баскетболу 3×3
| Год        | Место          | Игры           | Победы         | Поражения      | Состав команды |
| ---------- | -------------- | -------------- | -------------- | -------------- | --- |
| 2012—2016  | не участвовали | не участвовали | не участвовали | не участвовали | не участвовали |
| Нант 2017  | 19             | 4              | 0              | 4              | Carlos Antonio Arias Serrano, Luis Eduardo Escoto Bran, Julio Benjamin Mancia Arias, Roberto Antonio Martinez Ramirez |
| 2018—н. в. | не участвовали | не участвовали | не участвовали | не участвовали | не участвовали |

### Панамериканские игры
| Год           | Место          | Игры           | Победы         | Поражения      | Состав команды                                                  |
| ------------- | -------------- | -------------- | -------------- | -------------- | --------------------------------------------------------------- |
| 2019          | не участвовали | не участвовали | не участвовали | не участвовали | не участвовали                                                  |
| Сантьяго 2023 | 9              | 2              | 0              | 2              | Emilio Abullarade, Kevin Campos, Pablo Figueroa, William Merino |